# AD (Automarke)
AD war eine britische Automarke.

## Markengeschichte
Dave Perry gründete 1979 das Unternehmen Perry Automotive Developments in Brightlingsea in der Grafschaft Essex. 1981 begann die Produktion von Automobilen und Kits. Der Markenname lautete u. a. AD. Der Liquidation 1982 folgte eine Neugründung als Automotive Design & Developments. Der Unternehmenssitz war zu der Zeit vorübergehend in Clacton-on-Sea in Essex und später wieder in Brightlingsea. 1984 endete die Produktion durch Perry.
Ferranté Cars, später umbenannt in Trident Autovet, aus Peterborough unter Leitung von Robert Pepper setzte die Produktion eines Modells als Komplettfahrzeug von 1984 bis 1986 fort.  Die Produktion eines anderen Modells wurde von John Phillips von Daytona Classics aus Clacton-on-Sea von 1985 bis etwa 1987 fortgesetzt. Der Markenname AD blieb solange erhalten.

## Fahrzeuge

### AD 427
Dies war die Nachbildung des AC Cobra. Hiervon verkaufte Perry zwischen 1981 und 1983 fünfzehn Exemplare. RW Kitcars aus Melton Mowbray unter Leitung von Roger Woolley setzte die Produktion unter dem Markennamen RW fort.

### AD 400 und AD Magnum und AD Chimera
Der AD 400 war die verlängerte Version des Karma. Die Basis bildete ein eigenes Fahrgestell. Ein Vierzylindermotor vom Ford Cortina trieb das Fahrzeug an. Nach der Rückkehr nach Brightlingsea wurde das Modell Magnum genannt. Perry verkaufte zwischen 1982 und 1984 vier Coupés und einen Roadster. Ferranté Cars und Trident Autovet nannten dieses Modell Chimera und fertigten es von 1984 bis 1986. Insgesamt entstanden etwa elf Exemplare.

### AD 206
Auf Kundenwunsch fertigte Perry ab 1981 ein Exemplar einer Nachbildung eines Dino 206 GT. Die Basis bildete ein Lotus Europa. Die Serienfertigung begann erst 1985 bei Daytona Classics. Etwa fünf Exemplare entstanden bis etwa 1987. JH Classics und später Deon Cars setzten die Produktion unter dem Markennamen Deon fort.

### AD 204 GT
Dieses Modell wurde von Daytona Classics hergestellt, wobei unklar bleibt, ob der Markenname AD oder 204 lautete. Es war die Nachbildung eines Dino-Modells als Coupé. Zwischen 1986 und 1987 entstanden etwa 22 Exemplare.

### AD Karma
Perry importierte von Kelmark Engineering aus den USA zehn Bausätze ihres Modells GT. Das Original verfügte über das Fahrgestell und den Heckmotor vom VW Käfer. Danach bot Perry auch eigene Varianten mit Frontmotor vom Ford Cortina und mit Mittelmotor-V8 von Rover an. Perry verkaufte bis 1983 350 Exemplare, und RW Kitcars bis 2000 weitere 795, die als RW vermarktet wurden.